# Trypethelium platystomum
Trypethelium platystomum är en lavart som beskrevs av Mont. Trypethelium platystomum ingår i släktet Trypethelium och familjen Trypetheliaceae.   Inga underarter finns listade i Catalogue of Life.